# Eiza González
Eiza González Reyna (Cidade do Mexico, 30 de janeiro de 1990) é uma atriz mexicana. Ela é mais conhecida pelos seus papéis como Augustina em O Problema dos 3 Corpos, Nicole Balvanera em Amores Verdadeiros,  Monica Darling em Baby Driver e Maya Simmons em Godzilla vs. Kong.

## Biografia
Eiza é filha da ex-modelo mexicana Glenda Reyna. Seu pai, Carlos González, morreu em um acidente de moto quando ela tinha doze anos. Tem um irmão mais velho chamado Yulen Valladares. Estudou na Edron Academy e na American School Foundation, ambas localizadas na Cidade do México. Aos 14 anos, foi aceita na escola de atuação da Televisa, Centro de Educación Artística. Ela completou dois anos de um curso de três anos antes de ser escalada como a protagonista Lola da telenovela musical Lola, érase una vez, adaptação da telenovela argentina Floricienta. No final de agosto de 2013, mudou-se para Los Angeles para prosseguir a sua carreira de atriz. Ela também é fluente em inglês e fala um pouco de italiano.

### Vida pessoal
Em julho de 2011, começou a namorar o empresário Pepe Diaz. Eles terminaram após idas e vindas e boatos de uma suposta infidelidade por parte de Pepe; em agosto de 2013, Eiza confirmou no twitter que estava solteira há mais de um mês. Em setembro, fotos românticas dela com o ator Liam Hemsworth foram publicadas em vários sites. Após boatos de que eles estariam namorando, Liam disse em entrevista para o Extra TV em novembro que estava solteiro.
Em 27 de setembro de 2015, ela revelou através de uma mensagem no instagram que lutou contra a depressão e o comer compulsivo dos 15 para quase 20 anos de idade, e que foi resultado da morte de seu pai.

## Carreira

### 2007–2012: Início da carreira e reconhecimento
De 2003 a 2004, González estudou atuação no M&M Studio, uma escola de atuação na Cidade do México dirigida pela famosa atriz Patricia Reyes Spíndola. Aos 14 anos, ela foi aceita na famosa escola de atuação da Televisa, o Centro de Educación Artística na Cidade do México. Enquanto frequentava a escola, foi descoberta pelo produtor e diretor Pedro Damián, mais conhecido por seu sucesso com a banda pop latina RBD. Dois anos depois, Damian escalou González para um remake da famosa novela infantil da Argentina, Floricienta. Ela interpretou Lola Valente, a protagonista feminina principal em Lola, érase una vez. O show começou a ser filmado no final de 2006 e estreou no México em 26 de fevereiro de 2007. Posteriormente, foi exibido em vários países da América Latina e Estados Unidos. Após a conclusão de Lola, érase una vez, González, acompanhada de sua mãe, mudou-se para Nova York por um breve período para frequentar um curso de três meses de aulas de atuação no Lee Strasberg Theatre and Film Institute na primavera de 2008. Ela voltou a Cidade do México no início do outono daquele mesmo ano.
Em abril de 2009, ela foi escalada para um episódio da popular série de drama policial Mujeres Asesinas como personagem coadjuvante da segunda temporada. Ela estrelou ao lado da atriz mexicana Susana González no episódio Tere, Desconfiada, no papel da adolescente antagonista Gaby. González comentou que foi informada sobre o casting durante os preparativos para o lançamento de seu primeiro álbum solo, Contracorriente.
Em 2010, a Nickelodeon anunciou que González estrelaria a sitcom adolescente Sueña conmigo, onde interpretou os personagens de Clara Molina e Roxy Pop. Para o papel, González viajou a Buenos Aires para filmar em abril de 2010. Ela morou em Buenos Aires por um ano, viajando de volta à Cidade do México nos intervalos durante a produção da série. Quando as filmagens terminaram em fevereiro de 2011, Gonzalez voltou para a Cidade do México. O programa foi produzido pela Nickelodeon e Televisa e foi ao ar em 20 de julho de 2010 na América Latina e Europa. Devido ao seu sucesso na Argentina, o elenco realizou vários concertos em toda a Argentina de março a julho de 2011.
Em 2012, González filmou Casi 30, uma comédia-drama dirigida por Alejandro Sugich. González interpreta Cristina, uma estudante de balé de 18 anos que se apaixona por Emilio, o personagem principal do filme.  O filme marca a estreia de González como ator no cinema. Em 2013, o filme estreou em vários festivais de cinema no México, mas estreou em todo o país no México em 22 de agosto de 2014.
Em 2012, González estrelou a novela da Televisa Amores verdaderos, remake da telenovela Amor en custodia da Telefe, na Argentina, e que também originou um remake no mesmo país pela concorrente TV Azteca. A trama estreou em 3 de setembro de 2012. Originalmente, o produtor mexicano Pedro Torres ofereceu a González o papel principal de Sofía López-Haro em seu programa de televisão, Gossip Girl: Acapulco, o remake mexicano da famosa série de televisão americana, Gossip Girl. González considerou aceitar o papel, mas recusou, devido ao seu cronograma rigoroso de filmagens para Amores verdaderos.

### 2013–presente: Trabalhos internacionais

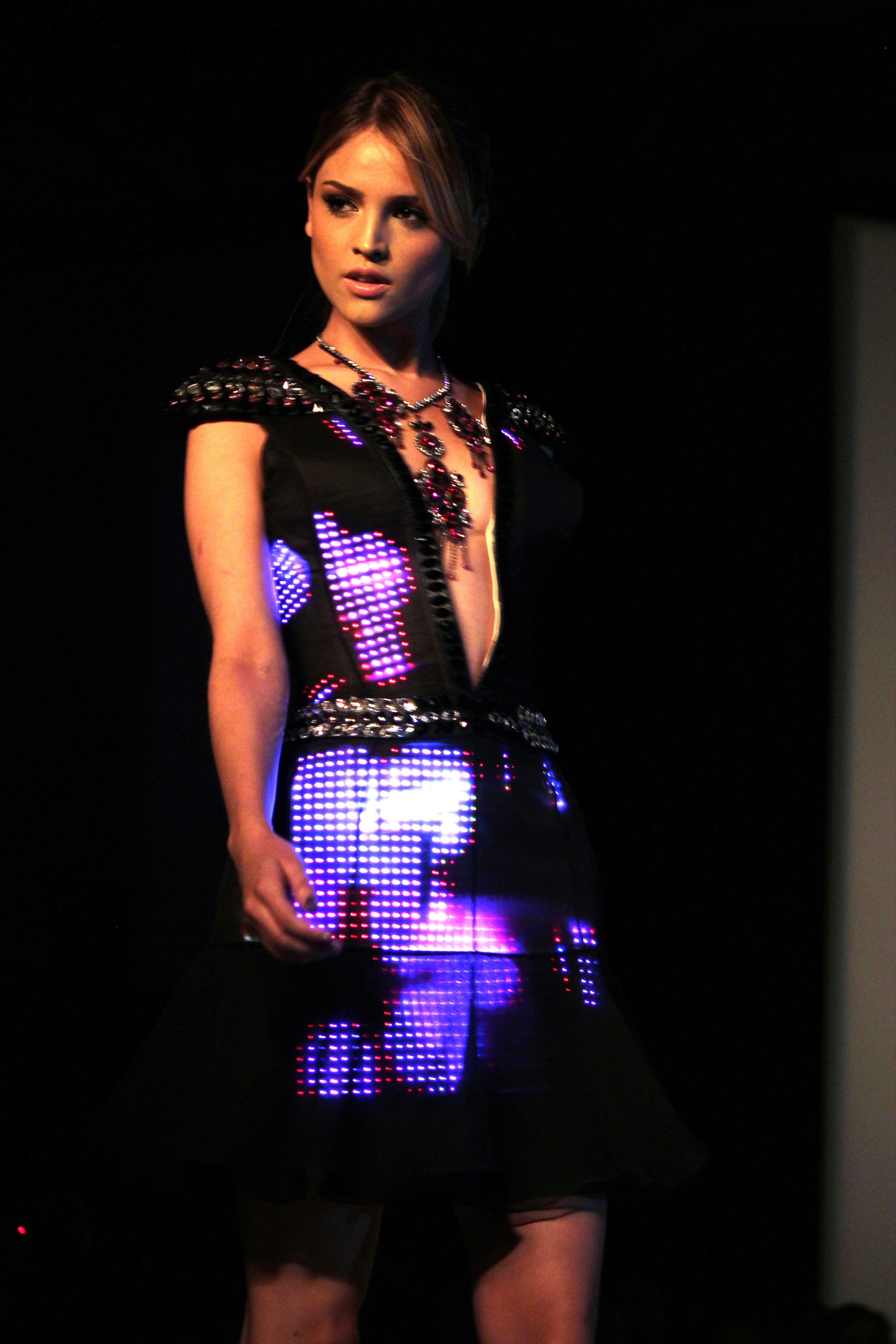
Eiza no Magnum International Designer México FW 13/14, 6 de março de 2013.

No final de agosto de 2013, González se mudou para Los Angeles, Califórnia, para continuar sua carreira de atriz. Em setembro de 2013, González foi escalado para o filme do diretor Adrian Cervantes, All Hail the Squash Blossom Queen. O filme foi programado para estrelar Bonnie Wright da franquia de filmes Harry Potter, e González deveria interpretar "Brittany" no filme, mas ela foi posteriormente retirada do projeto quando o papel foi reformulado em 2015.
Em novembro de 2013, ela foi anunciada como um membro do elenco da série de televisão do produtor Robert Rodriguez, From Dusk till Dawn: The Series. Eiza interpretou Santanico Pandemonium, um papel retratado por Salma Hayek no filme original. O papel é a primeira parte de González em inglês, e ela também aparece com destaque nos anúncios impressos da série. O show é produzido por Rodriguez para sua rede de TV a cabo El Rey. González se mudou para Austin, Texas, para filmar a primeira temporada do programa. Após sua estreia nos Estados Unidos, o programa tornou-se disponível para streaming internacional na Netflix na Inglaterra, Canadá, Austrália, Europa e América Latina. Em 26 de março de 2014, a série foi renovada para uma segunda temporada em El Rey. Em 12 de agosto de 2014, ela apresentou o MTV Millennial Awards no World Trade Center da Cidade do México, na Cidade do México. Em março de 2015, González e o elenco de From Dusk till Dawn: The Series retornaram a Austin, Texas, para começar a filmar a segunda temporada do show.
Nos últimos anos, González conseguiu uma série de papéis de destaque, aparecendo como "Darling" no filme Baby Driver de 2017, Madame M no filme spin-off da franquia Velozes e Furiosos de 2019 Hobbs & Shaw, Nyssiana no filme cyberpunk Alita: Battle Angel (2019) e KT em Bloodshot (2020) ao lado de Vin Diesel. Em 2020, estrelou o filme I Care a Lot (Eu Me Importo, em português), ao lado da atriz britânica Rosamund Pike. Em 2021, interpretou Maya Simmons no filme Godzilla vs Kong.

## Trabalhos como modelo
Em 2008, foi escolhida como o novo rosto da linha jovem de cosméticos "Color Trend" para a marca Avon no México. Em 2009, gravou comerciais para a marca "Asepxia" no México. Em 6 de março de 2013, finalizou o desfile com acessórios de Gustavo Helguera no Magnum International Designer México FW 13/14. Em 27 de fevereiro de 2015, foi anunciado que ela era a nova representante da marca de cuidados com a pele e cosméticos Neutrogena. Ela gravou comerciais em inglês e espanhol para promover a marca.

## Filmografia

### Filmes
| Ano  | Título                                | Personagem                | Notas             |
| ---- | ------------------------------------- | ------------------------- | ----------------- |
| 2008 | Horton Hears a Who!                   | Jessica Quilligan         | Dublagem mexicana |
| 2013 | The Croods                            | Eep Crood                 | Dublagem mexicana |
| 2014 | Casi Treinta                          | Cristina                  | Filmado em 2012   |
| 2015 | Jem and the Holograms                 | Sheila "Jetta" Burns      |                   |
| 2017 | Baby Driver                           | Monica "Darling" Castello |                   |
| 2018 | Welcome to Marwen                     | Caralala                  |                   |
| 2019 | Paradise Hills                        | Amarna                    |                   |
| 2019 | Alita: Battle Angel                   | Nyssiana                  |                   |
| 2019 | She's Missing                         | Jane                      |                   |
| 2019 | Fast & Furious Presents: Hobbs & Shaw | Madame M/Magarita         |                   |
| 2020 | Bloodshot                             | Katie/KT                  |                   |
| 2020 | Cut Throat City                       | Lucinda Valencia          |                   |
| 2020 | I Care a Lot                          | Fran                      |                   |
| 2020 | Love Spreads                          | Patricia                  |                   |
| 2021 | Godzilla vs. Kong                     | Maya Simmons              |                   |
| 2022 | Ambulance                             | Cam Thompson              |                   |

### Televisão
| Ano       | Título                  | Personagem                        | Notas                    |
| --------- | ----------------------- | --------------------------------- | ------------------------ |
| 2007      | Amor sin maquillaje     | Dolores "Lola" Valente Pescador   | Participação especial    |
| 2007–2008 | Lola, érase una vez     | Dolores "Lola" Valente Pescador   | Protagonista Principal   |
| 2008–2009 | Una familia de tantas   | Gaby Chávez Salinas               |                          |
| 2009      | Mujeres asesinas        | Gabriela Ortega                   | Temporada 2, Episódio 12 |
| 2010–2011 | Sueña conmigo           | Clara Molina / Roxy Pop           | Protagonista Principal   |
| 2012–2013 | Amores verdaderos       | Nicole "Nikki" Brizz Balvanera    | Protagonista             |
| 2014–2016 | From Dusk Till Dawn     | Santanico Pandemonium / Esmeralda | Protagonista/Antagonista |
| 2024      | O Problema dos 3 Corpos | Augustina "Auggie" Salazar        | Elenco principal         |

### Teatro
| Ano  | Título                   | Personagem |
| ---- | ------------------------ | ---------- |
| 2008 | Hoy no me puedo levantar | Cameo      |
| 2012 | I Love Romeo y Julieta   | Julieta    |

### Videoclipes
| Ano  | Título              | Artista           |
| ---- | ------------------- | ----------------- |
| 2013 | Propuesta indecente | Romeo Santos      |
| 2018 | Supplies            | Justin Timberlake |

## Discografia
- 2009: Contracorriente
- 2012: Te acordarás de mí

## Prêmios e indicações
| Ano  | Prêmio                          | Categoria                            | Trabalho                                                        | Resultado |
| ---- | ------------------------------- | ------------------------------------ | --------------------------------------------------------------- | --------- |
| 2014 | Latin Music Italian Awards 2015 | Best Latin #InstaVip                 | Ela mesma (Instagram)                                           | Venceu    |
| 2014 | Kids Choice Awards México       | Fashionista Favorito                 | Ela mesma (Moda)                                                | Indicada  |
| 2014 | Kids Choice Awards México       | Selfie Favorita                      | Ela mesma (Social)                                              | Indicada  |
| 2014 | MTV Millennial Awards           | Millennial + sexy                    | Ela mesma                                                       | Venceu    |
| 2014 | Fashion Police México           | Mejor vestida del año                | Ela mesma (Moda)                                                | Indicada  |
| 2013 | Premios People en Español       | Mejor Actriz                         | Amores verdaderos                                               | Indicada  |
| 2013 | Premios People en Español       | Pareja del Año (com Sebastián Rulli) | Amores verdaderos                                               | Indicada  |
| 2013 | Kids Choice Awards México       | Solista Latino Favorito              | Ela mesma                                                       | Venceu    |
| 2013 | Kids Choice Awards México       | Actor de Doblaje Favorito            | Eep em Os Croods                                                | Venceu    |
| 2013 | MTV Millennial Awards           | Bizcocho del año                     | Ela mesma                                                       | Indicada  |
| 2013 | Premios Juventud                | Chica Que Me Quita el Sueño          | Amores verdaderos                                               | Indicada  |
| 2013 | Premios Juventud                | Mejor Tema Novelero                  | "Me Puedes Pedir Lo Que Sea" de Amores verdaderos (com Marconi) | Venceu    |
| 2012 | Celebrity E!                    | Celebridad del año                   | Ela mesma                                                       | Indicada  |
| 2012 | Premios Juventud                | Mejores vestidos                     | Ela mesma                                                       | Indicada  |
| 2011 | Meus Prêmios Nick               | Atriz Favorita                       | Sueña conmigo                                                   | Indicada  |
| 2011 | Meus Prêmios Nick               | Cabelo Maluco                        | Ela mesma                                                       | Indicada  |
| 2011 | Kids' Choice Awards Argentina   | Newcomer on TV                       | Sueña conmigo                                                   | Venceu    |
| 2011 | Kids' Choice Awards Argentina   | Favorite Actress                     | Sueña conmigo                                                   | Indicada  |
| 2011 | Kids Choice Awards México       | Personaje Feminino de una Serie      | Sueña conmigo                                                   | Indicada  |
| 2009 | Premio Lo Nuestro               | Solista o Grupo Revelación del Año   | Lola, érase una vez                                             | Venceu    |
| 2008 | Prêmio TVyNovelas               | Melhor Atriz Revelação do Ano        | Lola, érase una vez                                             | Venceu    |
| 2007 | Premios Oye!                    | Artista Revelación                   | Lola, érase una vez                                             | Indicada  |